# Hrvatsko revolucionarno bratstvo
Hrvatsko revolucionarno bratstvo (HRB) je bila ekstremistička hrvatska emigrantska skupina formira u Australiji početkom 1960-ih. Terorističku organizaciju stvorili su mlađi hrvatski imigranti koji su pobjegli u Australiju iz Jugoslavije nakon Drugog svjetskog rata. Prema izvješću američke Središnje obavještajne agencije (CIA) iz 1980. godine bili su najradikalnija od hrvatskih ekstremističkih skupina. Djelovali su i u Europi i SAD-u.[nedostaje izvor] Zagovarali su »oslobođenje hrvatskog naroda od stranog nasilja i uspostavljanje hrvatske države u granicama po uzoru na Nezavisnu Državu Hrvatsku«.
Cilj im je bio infiltrirati diverzantske terorističke skupine u Jugoslaviju i napadati njezine diplomatske predstavnike u inozemstvu. Skupina je odgovorna za ubojstvo dvaju konzularnih predstavnika u Münchenu 1966, jednoga u Frankfurtu 1976. i ranjavanje jednoga 1965. u Zapadnoj Njemačkoj. Postojala je suradnja s drugim emigrantskim skupinama; CIA je izvijestila da su većinu energije oni povezani s NDH trošili na međusobne sukobe, ali i da su prema kraju 1960-ih mlađi emigranti revitalizirali pokret i intenzivirali terorističko djelovanje.
Bratstvo su utemeljili Geza Pašti, Jure Marić, Ilija Tolić i Josip Oblak rujna 1961. u Sydneyu. Nakon što je 1965. otet i ubijen Geza Pašti na mjesto glavnog tajnika došao je Josip Senić, koji je oslonac nalazio u francuskom stožeru i skupini koju je vodio Petar Andrić, brat Adolfa i Ambroza Andrića, koji su bili jedni od vođa HRB-a u Australiji.
Poznate su gerilske skupine koje je Bratstvo ubacilo u Jugoslaviju radi destabiliziranja Jugoslavije, dizanja ustanka u Hrvatskoj i oslobođenja Hrvatske bile Bugojanska skupina, Skupina Tolić – Oblak i Skupina Matičević – Prpić.
Obračun radikalnijih frakcija hrvatskog iseljeništva s jugoslavenskim službama šef njemačkog policijskog odjela za Hrvate Anton Brunette nazvao je građanskim ratom između "Hrvatske i Jugoslavije".[nedostaje izvor] Zbog poduzetih akcija u to je vrijeme HRB smatrana trećom najopasnijom organizacijom te vrste u svijetu, odmah nakon Crnog rujna i južnoameričkih Tupamarosi.

## Vanjske poveznice
- Nemilosrdne likvidacije političkih emigranata. Slobodna Dalmacija. 17. kolovoza 2000. Inačica izvorne stranice arhivirana 1. veljače 2009. Pristupljeno 30. rujna 2024.CS1 održavanje: bot: nepoznat status originalnog URL-a (link)
- Vijeće za utvrñivanje poratnih žrtava komunističkog sustava ubijenih u inozemstvu. 30. rujna 1999. Izvješće o radu od 28. travnja 1992. do 15. rujna 1999 (PDF). Inačica izvorne stranice arhivirana 4. rujna 2014. Pristupljeno 22. studenoga 2019.CS1 održavanje: bot: nepoznat status originalnog URL-a (link)